# Percettrone multistrato
Il Percettrone multistrato (in acronimo MLP dall'inglese Multilayer perceptron) è un modello di rete neurale artificiale che mappa insiemi di dati in ingresso in un insieme di dati in uscita appropriati.
È fatta di strati multipli di nodi in un grafo diretto, con ogni strato completamente connesso al successivo. Eccetto che per i nodi in ingresso, ogni nodo è un neurone (elemento elaborante) con una funzione di attivazione lineare. Il Percettrone multistrato usa una tecnica di apprendimento supervisionato chiamata backpropagation per l'allenamento della rete.
La MLP è una modifica del Percettrone lineare standard e può distinguere i dati che non sono separabili linearmente.